# The Spy (2019)
The Spy is een Israëlische spionage web tv-miniserie, geschreven en geregisseerd door de Israëlische regisseur Gideon Raff en Max Perry, gebaseerd op het leven van Israël's top Mossad spion Eli Cohen, die wordt gespeeld door Sacha Baron Cohen. 
De serie is een productie van het Franse Légende Entreprises voor Canal+ en Netflix. OCS zendt de show uit in Frankrijk en Netflix streamt de serie internationaal buiten Frankrijk. De zesdelige miniserie, uitgebracht op 6 september 2019, op Netflix, zou geïnspireerd zijn door real-life gebeurtenissen. Het is gebaseerd op het boek "L'espion qui venait d'Israël" geschreven door Uri Dan en Yeshayahu Ben Porat.
Voor de rol werd Baron Cohen genomineerd in de categorie Beste acteur in een televisiefilm of miniserie op de 77e Golden Globe Awards.

## Synopsis
De miniserie volgt de heldendaden van Eli Cohen, een Mossad spion. Het verhaal speelt zich af in de jaren die leiden tot de Zesdaagse Oorlog van 1967 tussen Israël en Syrië. De kijker volgt Cohen's verleden in Egypte als een afgekeurde militair tot zijn infiltratie van het Syrische ministerie van Defensie. Hij neemt de identiteit van Kamel Amin Thaabet aan en vestigt zich in de Syrische high society. Na bevriend geworden te zijn met mensen die uiteindelijk Syrië zouden overnemen, wordt Cohen benoemd tot vice-minister van Defensie van het land en wordt een nauwe vertrouweling van de toekomstige president Amin al-Hafiz.

## Rolverdeling
- Sacha Baron Cohen als Eli Cohen / Kamel Amin Thaabet
- Hadar Ratzon-Rotem als Nadia Cohen, Eli's echtgenote
- Yael Eitan als Maya
- Noah Emmerich als Dan Peleg
- Nassim Lyes als Ma'azi Zaher al-Din
- Moni Moshonov als Jacob Shimoni
- Alona Tal als Julia Schneider
- Mourad Zaoui als Benny
- Alexander Siddig als Ahmed Suidani
- Marc Maurille als sergeant
- Waleed Zuaiter als kolonel Amin al-Hafiz
- Arié Elmaleh als Michel Aflaq
- Hassam Ghancy als kolonel Salim Hatum
- Uri Gavriel as sjeik Majid al-Ard
- Tim Seyfi as Mohammed bin Laden
- Yousef Sweid als George Seif